# Plastrong (kravatt)

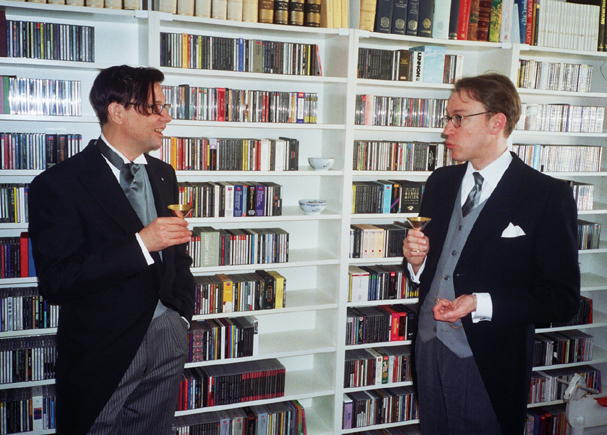
Två herrar i jackett. Mannen till vänster bär plastrong.

Plastrong (plastron) , även kallad ”heltäckare”, är en typ av kravatt, vilken liknar en slips men är bredare och kortare och täcker västöppningen. Den passar till exempel till en bonjour eller en jackett. Ordet kommer ursprungligen från italienskans piastrone, vilket betyder pansar. Sedan 1909 finns skriftliga belägg för att ordet betecknar ovannämnda ”halsduk”.
En likartad halsduk med samma namn användes till riddräkt (virad om halsen).